# Pronosticador de apuestas

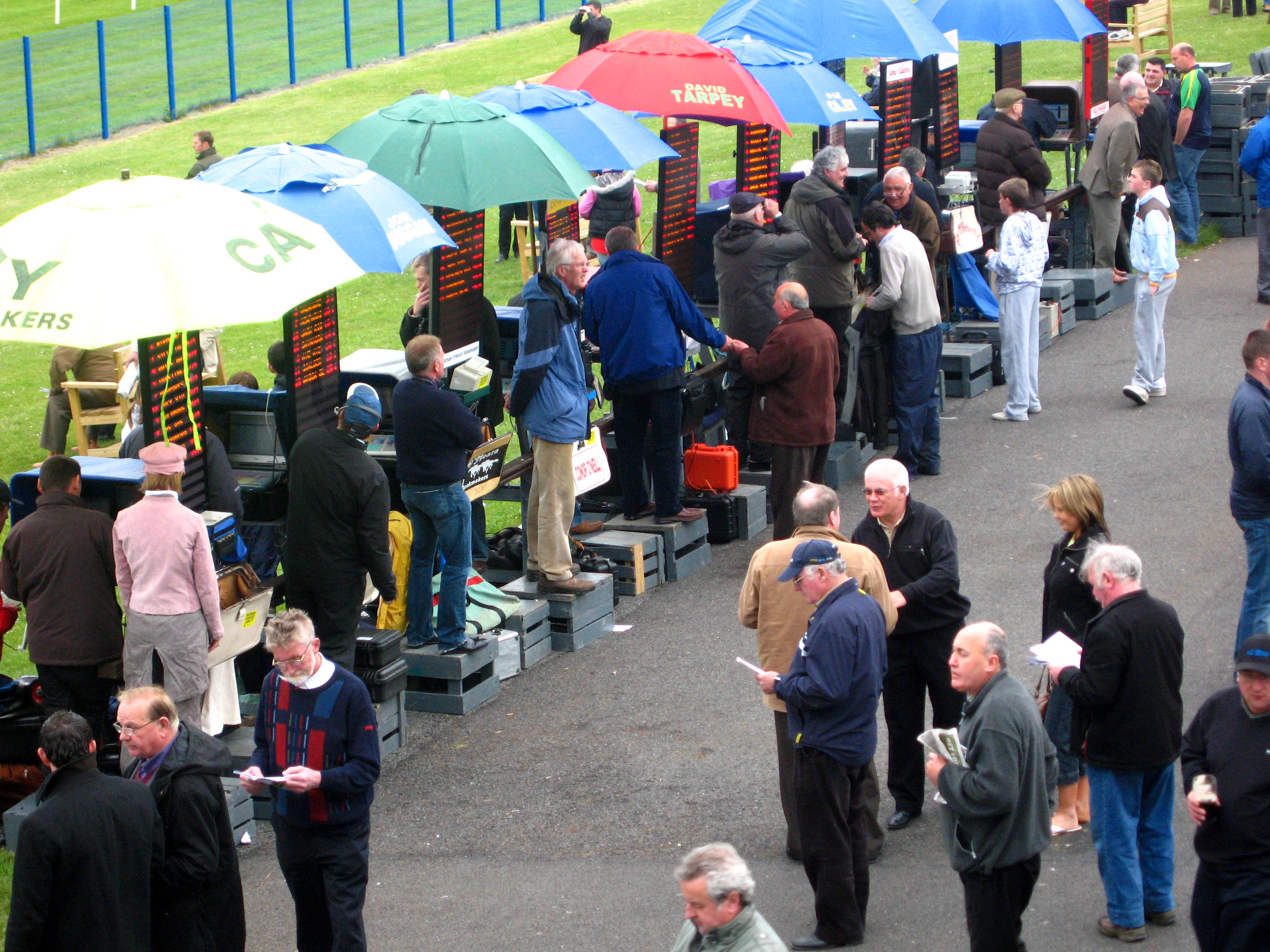
Tipsters en carreras de Sligo, Irlanda.

Un pronosticador de apuestas, informante deportivo o tipster es un especialista en apuestas deportivas que recomienda a sus clientes determinadas apuestas que son rentables a largo plazo. Esto lo hace de manera gratuita o a cambio de un pago periódico en forma de suscripción. 
Un tip o consejo es una apuesta sugerida por este especialista, quién es capaz de, con sus conocimientos y análisis, batir a la casa de apuestas (llamado bookmaker). Un tip no es considerado por el tipster como una certeza, no es una predicción, simplemente el tipster considera que la casa de apuestas ha puesto un precio demasiado alto respecto a la probabilidad de que ocurra. El tipster no arriesga nada de su dinero propio, vende su conocimiento experto a otros para tratar de "vencer al bookie". 
Los consejeros a menudo están bien informados de un deporte en particular, y son capaces de proporcionar a los apostadores tips que incluyen información no públicamente disponible. Hay otros que proporcionan consejos o recomendaciones a través de análisis de información accesible en general.
Existen en la red numerosas personas haciéndose pasar por tipsters. Hay que tener mucho cuidado con el fraude. Muchos servicios de pronósticos son operaciones de estafa que juegan con la adicción a apostar.
Los buenos tipsters usan estimaciones basadas en estadísticas y en búsquedas extensas sobre la información que rodea a un partido; comparan esta valoración propia con las probabilidades implícitas en las cuotas del corredor de apuestas. Si la cuota del bookie es mayor, el tipster identifica el "valor", y aconseja al jugador colocar esta apuesta.
Antiguamente, la acción de informar con tips era mayoritariamente asociada con las carreras de caballos, pero actualmente puede aplicar a cualquier deporte. 
Actualmente se trata de un sector que tiende a la profesionalización donde cada vez hay involucrados más perfiles técnicos cualificados .También existe cada vez más literatura escrita en blogs y webs sobre diferentes aspectos de este negociado que son de gran interés.
La actitud cultural relajada hacia el juego en el Reino Unido cada vez más está resultando en un elemento del juego que es promovido junto con la cobertura de los deportes en los medios de comunicación.

## Tipos de tipsters (pronosticadores de apuestas)
A través de nuevos canales de comunicación, cada vez son más los usuarios que se "suscriben" a las alertas que hacen los pronosticadores de apuestas, independientemente de su ubicación geográfica. Gracias a esta facilidad comunicativa, cada día hay más pronosticadores de apuestas que según su forma de trabajar, rentabilizan o no sus consejos. 
- Tipster free
- Freemium
- De pago
- Generalista vs Especializado

## Reino Unido

### Diarios
La mayoría de los diarios nacionales en el Reino Unido emplean un tipster o columnista, el cual proporciona tips sobre carreras de caballos.  Más que elegir un tip para cada carrera que ocurre en un día dado, el protocolo normal es proporcionar una selección de nap y nb.
Nap (derivado del juego de tarjeta Napoleón) indica cuál es la selección más confiable del día según el tipster.
nb = "Next best" o el "siguiente mejor" indica otra selección que el tipster califica altamente.
Ambos tipos de selecciones serían contadas en el cálculo que los tipsters hacen sobre pérdida/beneficio, lo cual representa qué tan lejos en beneficio o pérdida estaría un individuo si hubiera respaldado cada tip con una participación de nivel (£1).

### Televisión
El popular programa del canal televisivo Channel 4, The Morning Line, transmite las carreras de caballos de los fines de semana los sábados por la mañana, culminando en el tablero de los expertos y los invitados que proporcionan sus selecciones para el día. Sky Sports News tiene un segmento parecido que incluye análisis de expertos sobre los equipos y probabilidades de apuestas relacionados al fútbol de la Premier League fijados en los sábados.

### Radio
El Reino Unido, el programa nacional de Radio 4, Today Programme, normalmente incluye un par de tips en su sección de deportes corta (Garry Richardson es el presentador habitual, a pesar de que otros rellenan cuando está él fuera), pero estos no son tomados demasiado en serio (de hecho los consejos están suministrados por un diario tipster); pero el programa le da seguimiento al rendimiento de Richardson como tipster para valor de distracción:  está normalmente "abajo" pero ocasionalmente se coloca "arriba" después de un tip correcto en un gran premio.

### Estafas
Los servicios de tipping de calidad cobran una tarifa para acceder a un tip por teléfono, internet o correo. Las compañías más acreditadas mantienen un registro preciso de sus actividades de tipping, permitiendo al cliente evaluar sus formas y anticipar el rendimiento potencial en el futuro.  Hay mucho alcance para las operaciones menos acreditadas para manejar estas figuras o incluso fabricar figuras falsas para atraer a clientes nuevos.  En 2008, la Oficina de Comercio Justo estimó que la cantidad perdida debido a estafas de tipsters cada año es de entre £1 millón y £4 millones sólo en el Reino Unido.
El programa de Derren Brown en Channel 4 The System expuso un método con el cual operan los servicios de tipping. Mediante dar diferentes consejos a distintas personas (desconocidos cada uno de otro) en una carrera de caballos, una persona tiene que ganar (esencialmente, un sweepstake). El apostante que gana entonces podría suponer que recibió la idea del resultado real del tipster y podría entonces pagar para consejos subsiguientes.

## Australia
Australia ha dirigido el camino en la aparición de competiciones de tipping, en donde el objetivo es ganar premios por registrar apuestas virtuales.  El foco de la mayoría de estas competiciones han sido las reglas de fútbol de australianas pero el que es generalmente referido para denominar a la actividad de tipping ahora también cubre Fútbol, la Liga de Rugbi y la Unión de Rugbi.  En el Reino Unido crece el número de tales competiciones, pero la mayoría se relacionan con la industria de las carreras de caballos.
En teoría, el tipping para ganar premios en una competición gratis proporciona una alternativa viable al juego de verdad.  Aun así, muchos tomarán la vista opuesta que hace al juego más accesible a una audiencia más ancha por crear lo que es percibido como una ruta segura para entrar. Hay también mucho alcance para los apostantes que buscan identificar los consejos buenos, utilizando tales competiciones como un recurso de información, dado que algunas competiciones publican consejos actuales e históricos para los informantes involucrados.

## Internet
Los foros de internet están siendo cada vez más utilizados como medios para compartir ideas e información dentro de las comunidades web y muchos de tales foros existen en el arena de juego como medios para discutir opiniones sobre acontecimientos o sencillamente ofrecer consejos y tips.
Mientras muchos en la comunidad de juego ven esto como una manera para ganar el respeto de sus compañeros en una profesión que de otra manera es bastante aislada, los servicios de tipping también utilizan estas áreas para atraer usuarios a sus esquemas premium.

## Valores y acciones
Mientras que el juego de apuestas es a menudo considerado como algo limitado a los deportes o al menos a los servicios ofrecidos por un corredor de apuestas, la clasificación también puede ser aplicada a invertir en valores de la bolsa, en donde la apuesta se relaciona a una acción o precio de mercancía que se mueve en una dirección segura. Los consejos accionarios, cuando son publicitados en las secciones financieras de los medios de comunicación, están en gran parte dirigidos al inversor casual, pero su interrelación y el interés del sector empresarial ha probado ser polémico.
El aumento de las apuestas de margen como un derivado financiero también empaña la distinción entre juego e inversión financieros: ya que en el Reino Unido quien gana una apuesta no paga ningún impuesto, pero otra forma de inversión podría requerir pago de Impuesto de Beneficios Capitales. Puede haber una ventaja financiera en apostar.

### Derivados
Muchos diarios y otras revistas de apuestas, como el Racing Post, siguen a los tipsters de los diarios principales y ven qué tan bien sus predicciones se emparejan con el resultado real, por suponer un nominal de apuesta de £1 por cada consejo que el tipster marca, y calculando el regreso teórico. Así, los mismos tipsters pueden ser "informados" de ser un bueno o malo tipster.
Por tanto, de hecho es posible en teoría apostar a si la predicción de un tipster será correcta (más que apostar en la predicción en sí).

## Otros usos
Tipster es un término también utilizado en el Reino Unido para una persona que ofrecen información con respecto a potenciales historias periodísticas, particularmente aquellas que implican celebridades, a periodistas, a menudo a cambio de dinero en efectivo; o más generalmente, un informante.